# 1934–1935-ös magyar férfi kosárlabda-bajnokság
Az 1934–1935-ös magyar férfi kosárlabda-bajnokság a harmadik magyar kosárlabda-bajnokság volt. Hét csapat indult el, a csapatok két kört játszottak. Azonos pontszám esetén holtverseny volt. A bajnokságot csak 1935 februárban kezdték el.
A címvédő BSzKRt SE csapata nem indult, a Közgazdasági Egyetem csapata egyesült a MAFC-cal.

## Tabella
| #    | Csapat                   | M  | Gy | V  | K+  | K-  | P  | Megjegyzés          |
| ---- | ------------------------ | -- | -- | -- | --- | --- | -- | ------------------- |
| 1.   | Testnevelési Főiskola SC | 12 | 10 | 2  | 319 | 154 | 20 |                     |
| 2.   | MAFC                     | 12 | 9  | 3  | 310 | 182 | 18 | 1 meccset lemondott |
| 3.   | BBTE                     | 12 | 8  | 4  | 285 | 270 | 16 |                     |
| 4.   | Elektromos TE            | 12 | 7  | 5  | 190 | 133 | 14 | 3 meccset lemondott |
| 5-6. | Vívó és Atlétikai Club   | 12 | 1  | 11 | 131 | 247 | 2  | 5 meccset lemondott |
| 5-6. | BEAC                     | 12 | 1  | 11 | 105 | 354 | 2  | 2 meccset lemondott |
| 7.   | Munkás TE                | -  | -  | -  | -   | -   | -  | visszalépett        |

* M: Mérkőzés Gy: Győzelem V: Vereség K+: Dobott kosár K-: Kapott kosár P: Pont
Megjegyzés: A MAFC-ETE meccset mindkét csapat lemondta, ezért mindkettejüknél vereségként szerepel. A MASZ évkönyv a VAC és a BEAC esetében nem számolja győzelemként a visszalépett MTE elleni meccseket, míg a többi csapatnál igen.